# シャーロット号事件

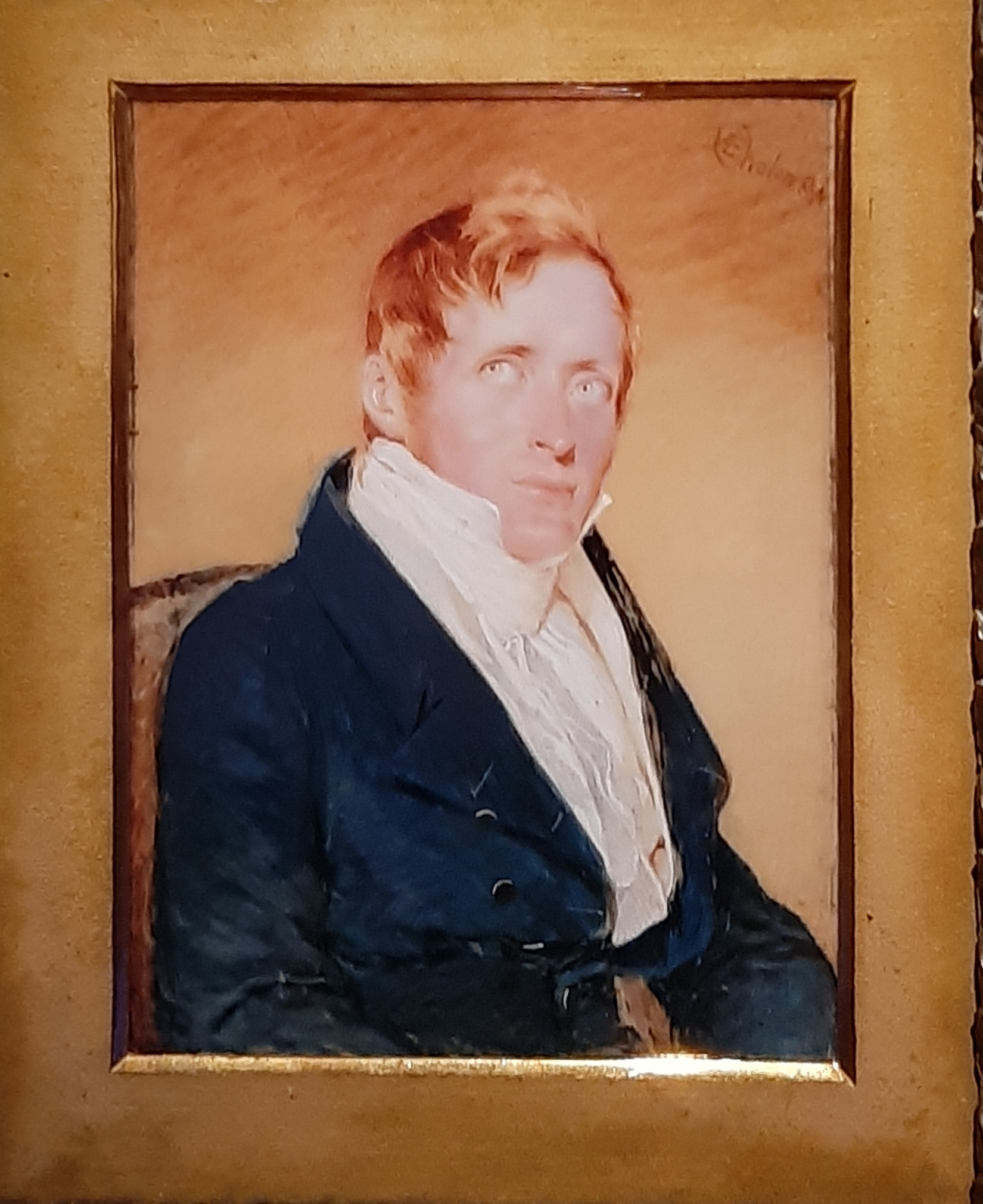
トーマス・ラッフルズ

シャーロット号事件（シャーロットごうじけん）は、ジャワ副総督のトーマス・ラッフルズが日蘭貿易をイギリス支配下に置くべく計画した事件。
ラッフルズが、当時いわゆる鎖国体制下にあった日本と交易を行うため、オランダの商船を装って、文化10年（1813年）と翌11年（1814年）の2回にわたって使節を送り込み、長崎の出島を接収しようとした。文化10年にはシャーロット号 (Charlotte) とマリア号 (Maria) が、翌11年にはシャーロット号が再び来航した。
フェートン号事件同様、ナポレオン戦争でヨーロッパの勢力図が変わった影響が日本にまでおよんだことで発生した事件で、当時オランダがフランスに併合され国としての体裁を失っていたこと、東南アジアにあったオランダの植民地をイギリスが占領したことが、背景にあった。

## 背景
ナポレオン戦争により、フランスに侵攻されたオランダはフランスの属国となり、同時にフランスと敵対するイギリスの敵国となった。さらにイギリスに亡命したオランダ総督ウィレム5世がオランダ海外領土の管理権をイギリスに一時譲渡したことでオランダ植民地を接収する大義名分ができたイギリスは、1811年（文化8年）にオランダ東インド会社のあったバタヴィアを占領した。
このため、オランダが長崎に送ることができた交易船は、寛政7年（1795年）から文化14年（1817年）の間に20艘、うちオランダ船は5艘で、残りは中立国であるアメリカ船籍のチャーター船だった。
文化6年（1809年）には長崎に派遣されたオランダ船フーデ・トラウ号とアメリカ傭船レベッカ号はイギリス海軍と遭遇し、レベッカ号は拿捕された。フーデ・トラウ号は長崎に到着したが、レベッカ号に乗っていた後任の商館長となる予定だったクライトホフは広州へ連行されたため、商館長の交代はこの時も行われなかった。
イギリスと日本との交易はラッフルズよりも先にマカートニー卿も計画していたが、モンスーンによって船の行く手を阻まれ、日本に到着することなく挫折している。

### ラッフルズの計画
東インド会社の特別委員会による1792年の報告では、1664年度のオランダの対日貿易での主な輸入品は、銅と樟脳、その他であり、これらはイギリス製造業にとって魅力のある商品でないと結論された。
- 日本に対する毛織物の輸出は中国を通して行われているが、イギリスから日本へ直接持ち込む場合は、中国から輸入する茶の対価に銀を用意しなければならない。
- 毛織物の対価として日本から銅を受け取る場合、イギリスが輸出する銅と競合し、イギリス鉱山業の利益を損なうことになる。

上記の理由で、『われわれの毛織物をわれわれが有せずしてつねに要求する茶と交易せずにわれわれが豊富にもっている銅と交易』することになり、日本に毛織物や鉛を売り込んでも、日本からはイギリスにとって魅力的な商品を得られないとして、東インド会社は日本貿易計画には反対の立場だった。
しかしジャワ島副総督に就任したラッフルズは、日本の輸出品を銅だけとみなすことに誤謬があり、日本貿易の価値は中国貿易を解放させる圧力としての意義もあると主張した。ラッフルズは、文明の進歩してきた日本と結合させることで、停滞している中国社会の覚醒を促そうと考えていた
ラッフルズは、1811年6月11日付公文でミントー卿に英日貿易計画を提案し、バタヴィアと日本間の通商により英領インドの生産品を売却する市場が開拓できるため、イギリスの利益にとって相当の重要度をもつと認めさせた。ラッフルズは、英日貿易計画には長崎のオランダ商館長の援助が必要であり、商館長や通詞たちをイギリス側に取り込むことが重要と考えた
先年のフェートン号事件でイギリス人に対する日本人の感情が悪化していることを考慮して、ラッフルズはオランダ人を派遣することとし、そのために選ばれたのがインド参事会員で前オランダ商館長のウィルレム・ワルデナールだった。そしてイギリス側の利益を図る人物としてダニエル・エインスリー博士を『表面上』医者として船に同乗させ、船長には日本に何度も来航したフォールマンを乗り組ませた。

### ワルデナールへの訓令
1813年6月9日付でワルデナールに出されたラッフルズの訓令は以下のようなものだった。
- オランダがフランスに併合されたこと、オランダの植民地のジャワがイギリスによって譲渡されたことを明確に宣言すること
- 日本とオランダの『委員』の仲介で、商業的目的を達成する許可を得ること
- 日本人にイギリス政府への疑念を生じさせないようにするため、日本人との交渉の際にはジャワで行われた戦闘行為には触れないこと
- 交渉に失敗して貿易許可が得られなかった場合、オランダ人職員と交渉して将来的な貿易の黙許を得られるよう企図すること
- 黙許を得ることにも失敗したときは、『この企図の完全な失敗を防ぐために』中国に寄港して船荷を処分すること

1813年6月24日、ワルデナールたち一行を乗せたシャーロット号とメリー号はバタヴィアを出帆し、同年7月24日長崎沖に到着した。

## 1813年 ワルデナール事件

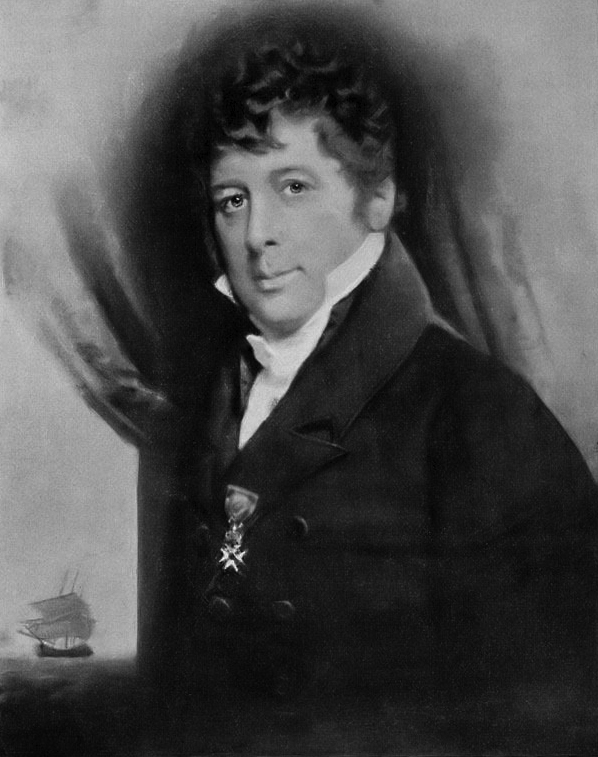
ヘンドリック・ドゥーフ

### 長崎入港
文化10年6月27日（1813年7月25日）、オランダ国旗を掲げた2隻の船に対して「白帆注進」がなされ、長崎奉行所から検使を派遣して、入港手続きが行われた。この手続きは
- 人質を送る
- 秘密信号籏による旗合わせを行う

などで、フェートン号事件以降に改定されたものだった。手続きは正式なものだったため、船は入港を許された。
船にはワルデナールのほか、秘書・書記・医師（エインスリー博士）各1人と、新カピタンのアントニオ・アブラハム・カッサと3人の助役が乗り組んでいた。船の乗員たちは英語を話していたが、それはこれまでもそうしてきたように、オランダが雇ったアメリカ船だったからだと推察された。
商館員のヤン・コック・ブロムホフは2隻の船に対しての疑念を告げたものの、この船にウィレム・ワルデナールが乗っていたことでオランダ商館長のヘンドリック・ドゥーフは信用していた。ワルデナールは前商館長で、ドゥーフを次の商館長に推薦した人物でもあり、さらにバタビアにおけるドゥーフの財産の管財人を務めていたからだった。

### ドゥーフとワルデナールの暗闘
翌28日、前商館長のワルデナールと対面した出島商館長ドゥーフは、入港した船はオランダ船に偽装したイギリス船シャーロット号とマリア号であることを知らされ、さらに出島の商館を接収することを告げられた。フランス人から防衛するためジャワはイギリス人の保護下に置かれたこと、オランダはフランスに併合され国としては存続していないこと、ワルデナールは次期商館長となるエインスリーとともにイギリス政府のために委員として日本に派遣されたことを告げた。
しかし、ドゥーフは出島商館の引き渡しを拒否した。ワルデナールは、ジャワとバタヴィアの降伏は属領をも包含しているから、自分たちはそれに従うしかないと勧告した。ドゥーフは降伏条約文を見せるよう要求したが、ワルデナールは条約文を持参していなかった。ドゥーフは、日本にあるオランダ商館はジャワの属領とは別個のものであること、自分はフランスの臣民でないこと、オランダがフランスに併合されたという公式の通達を受けていないこと、などを挙げてフランスの将軍が締結したという降伏条約に従うことはできないと反駁した。
そこでワルデナールは、ドゥーフには金銭上の利益を、ブロムホフにはドゥーフ出発後の商館長への昇進を提言した。しかしドゥーフとブロムホフはフェートン号事件以来、オランダ船が長崎に入津するための信号を知っているのはワルデナールだけであることから、この機密を漏らしたのはワルデナールだと非難した。事件により身分の高い人（当時の長崎奉行松平康英）や警備担当の佐賀藩藩士たちなど多くの人が死んだこと、そのことを覚えている日本人たちは、彼らがイギリス人であると知れば報復の機会を逃すことは無いだろうと告げた。
ワルデナールは通詞を呼んで日本人に全ての事実を告げると威嚇したが、ドゥーフはそれを望むところだとしてワルデナールがフェートン号と同様に国籍を偽って入津したことを告げようと逆に威嚇した。ドゥーフはブロムホフに命じて、日本の大通詞たちを呼ぶよう命じた。状況を理解したワルデナールは自分の身を保護して欲しいと哀願したが、ドゥーフは聞き入れずに立ち去り、大通詞たちに全てを打ち明けた。

### 大通詞たちの対応
シャーロット号来航時の主な通詞は、
- 石橋助左衛門
- 中山作三郎
- 名村多吉郎
- 本木庄左衛門
- 馬場為八郎

の5人だった（馬場のみ小通詞で他4名は大通詞）。ドゥーフから真相を知らされた大通詞たちは、これが長崎奉行に知られたら
- 奉行はイギリス船を焼き払い、乗組員を皆殺しにするだろうこと
- イギリス船を再び侵入させた責任を取って奉行は切腹し、通詞たちも責任を取らなければならなくなること

などを理由に、この件を自分たちだけの秘密にすることで、穏便に済ませることを選んだ。そしてバタヴィアがイギリスに占領されたことを隠蔽し、シャーロット号とマリア号をイギリス船ではなくアメリカ士官が指揮する、ベンガルから来た船として対応することとした。ワルデナールやカッサも、自分たちの置かれた状況を理解し、出島接収を断念して通詞たちの計画に協力することにした。
エインスリー医師がアメリカ人であることに不審を抱いた者もいたが、5人の通詞たちの協力もあり、ドゥーフは満足のいく答弁ができた。

### 貿易業務
1810年から1812年にかけて貿易船の入港が無かったことから、商館は日本に対して8万269両の負債を抱えていた。ドゥーフはワルデナールに、秘密を守るなら運んできた積み荷を全て引き受けて例年のように売り払い、これに定額の銅を渡そうと提議した。銅1ピコルは例年の12両35ではなく25両で取引することを提案すると、ワルデナールは低減を求めたが、ドゥーフは恫喝を交えて交渉し、銅を通常相場で渡す代わりに、取引によって生じた利潤は長崎オランダ商館が抱えていた負債にあてることに同意させた。
ドゥーフから状況を知らされたエインスリーは、ワルデナールと協議し、今年度の貿易は従来の方式に従って行うことに同意した。2人は日本の役人と通信（コレスポンデンス）が開かれたため、貿易計画を遂行する端緒がつけられたと判断し、ブロムホフを立会人として7月26日に協約書を作成した。協約が成立した後、シャーロット号とメリー号の舶載商品からはイギリスの商標や英文の包装紙を取り去り長崎会所に納めた。イギリス船に渡す輸出品は、樟脳500ピクルと銅7466ピクルとなった。しかしこれらの売上だけでは商館の負債と本年度分の経費に足りないため、既定の協約を改訂して経費とドゥーフ自身の2年分の役得料を獲得した。
ドゥーフはさらにイギリス側に自分を正式なカピタンと認め、ジャワがイギリスが領有している間は船にオランダ国旗を掲げさせて交易を続けようとワルデナールたちに提案したが、2人は日本政府と通商条約を締結する権能はあるが、オランダのカピタンと条約を締結する権能はないと答えた。
最終的にシャーロット号とマリア号を、従来の日蘭貿易の枠組みでおさめることで、ワルデナールたちは無事に退去した。
ドゥーフは、シャーロット号に荷倉役のブロムホフを乗せてバタビアに派遣することとした。ブロムホフはドゥーフから秘密訓令や秘密合図、計画概要、委任状、オランダ本国への書簡などが渡された。
船が出航したのは文化10年10月23日（11月15日）のことだった。

### 長崎奉行の対応
ワルデナールたちの来航時の長崎奉行は、遠山景晋だった。遠山は、6月28日に提出されたオランダ風説書を読んで、「かぴたん格」とは何かということを問い合わせ、翌29日にはさらに、オランダ船が3年間欠航した理由と、ベンガル船（「べんがら舟」）を借用した経緯を確認するよう通詞に指示した。これに対し、イギリスがフランス・オランダと戦争状態にあるためバタヴィアから船を動員したことで、オランダ船が不足したためと告げた。さらに、ワルデナールは商館長調役（「かひたん調役」）としてドゥーフと交代して新商館長となるカッサが業務に不慣れなために付き添ってきたこと、文化6年（1809年）に新商館長クライトホフを乗せたレベッカ号が、途中でイギリス軍艦に拿捕されたために長崎に到着しなかったことなども告げた。
なお、ドゥーフはワルデナールとカッサがすぐに帰還する理由として、ワルデナールが来航したのは銅の輸出を求めるためだが、今は要求をするのによい時機ではなかったこと、カッサはドゥーフと交替するために来日したが、長年貿易業務ができなかったために蒙った損失を補償するためにドゥーフはもう1年留まることにしたと報告した。
遠山の日記には、通年と同様に2隻のオランダ船が入港したこと、贈物として運ばれて来た象を見学し、その詳細を書き連ねていたことぐらいで、事件に気付いた様子は見られない。オランダ風説書を提出した際、遠山や属僚たちは「非常に喜んでおり、そして何の疑いも懐いていない」と大通詞たちが伝えたと日記にも記されている。
遠山は8月23日に出島を訪れ、ワルデナールやカッサ、ドゥーフと面会したが、「替わる儀なし」（異常なし）と日記に記している。
ドゥーフは回想録に、もし奉行（遠山）が事実を知っていたなら、決して秘密にはしなかったろうと書いている。もしそうなら、イギリス人に対してフェートン号事件の報復をしなかったことになり、後任の奉行にその事実を知られたら糾弾されるだろうからとも書いている。
しかし、遠山が本当に事態に全く気付かなかったのか、研究者の間でも意見が分かれる。
提出されたオランダ風説書を読んで、不審な点に説明を求める（#大通詞たちの対応参照）など、遠山が何も疑念を抱かなかったわけではない。また、7月10日から末日まで体調不良（「不快」）を理由に日記の記載はほとんど無くなり、8月4日には江戸から「紅毛内探の一件」についての連絡があったとの記述もあった。さらに、8月6日に長崎代官高木作右衛門と大通詞石橋助次右衛門に、7日には通詞目付の茂伝之丞と大通詞の本木庄左衛門、8日には大通詞の中山作三郎に、それぞれ内偵するよう、遠山自身が指示を出している。
9月19日に長崎に着任した、もう1人の長崎奉行・牧野成傑との引き継ぎの際には、8月8日付で勘定奉行柳生久通と連絡を取り合いながら探っていたことを伝えている。江戸に帰府した後、老中牧野忠精からはオランダ船の件について景晋が送った密書で事情がわかり、将軍が安心した様子だったと聞かされたと日記に記されている。

### 献上品の象
ワルデナールたちは将軍への献上品として、ピストルが2挺入った箱を1つ、色彩床敷1枚、大鏡2面、大皿1枚と銀縁皿9枚の食器セット1揃、事務机型手回しオルガン1台、望遠鏡4個、ガラス蓋つき卓上時計1台などのほか、象を1頭、船に積んできた。これらの品の中で、日本では絵は輸入禁止だったため、ギリシャ神話の絵の飾りがついた卓上時計は受け取りを拒否された。
シャルロット号に載せて来日した象は、セイロン生まれの5歳の牝象で、高さ6尺5寸（約1.95メートル）、全長7尺（2.1メートル）、前足3尺、後ろ足2尺5寸、足回り2尺5寸、鼻の長さ3尺5寸であった。
象は7月5日に出島に陸揚げされ、8月3日に立山の長崎奉行所に連れて来られた。遠山景晋がこの象を見物したほか、長崎の地役人にも披露され、唐絵目利の渡辺鶴洲は「象図」を描き残している。
しかし幕府は象の受け取りを拒否したため、8月2日に餌代として100俵の小麦を渡した上で、船に積み戻させた。

### イギリス船来航時の日本の状況
フェートン号事件の際、佐賀藩の警備兵は規定数を満たさず、わずかな兵力しかなかったこと、不意に侵入してくる異国船に即応できる体制ができていないことを受けて、長崎警備の強化が問題となっていた。
事件当時の長崎警備のための軍事力は、ドゥーフの視点では「人々が悲しまねばならぬほどきわめてみじめ」「矢と弓、火縄つき燧石銃および砲車なしのカノン砲以外には何も持っていない」という状況だった。
そのため、
- 長崎警備担当の福岡藩・佐賀藩の強化
- 長崎代官弟高木道之助を長崎砲術其外御備向御用取扱に任命し、長崎地役人による砲術稽古を実施
- 文化6年に4ヵ所、翌7年に10ヵ所の台場（砲台場）増築
- 大砲・銃器類の増強
- 文化5年の佐賀藩による長崎港口閉鎖用の鉄鎖敷設演習
- 文化6年の異国船渡来の際の警報伝達方法の演習
- 文化7年の長崎奉行指揮下の舟戦の演習

といった対策が取られ、文化10年時点で長崎には台場24ヵ所、大筒134挺が備えられていた。

### ラッフルズとブロムホフ
ドゥーフがブロムホフに託した、これまでの体面を維持しつつ、イギリスが派遣する貿易船との交易を行うという通商協約案は、ドゥーフ自身はオランダ人で、オランダ以外の権力を承認しないという考えが基本だった。通商案は、13ヵ条にわたるもので、交易船はオランダの国旗を掲げること、貿易の最高指揮権はドゥーフにあり貿易船の乗組員を誰にするかはドゥーフの派遣した委員に従うこと、乗組員は自分の国籍やジャワの統治者が誰であるかを口外せずカピタンの命に従うこと、輸出入の規定は従来のものに従うことなどが記されていた。そして、この条約は1814年より履行し、ジャワ島がイギリス政府の所領である間、または戦争の終了まで継続することとした。
ドゥーフはこの協約案とは別に、イギリスに服従または臣従の誓約をしてはならぬこと、イギリス政庁が提案を拒否した時は、他の私人と同一の条件で通商を約定することなどをブロムホフに訓令した。
しかしラッフルズはドゥーフの提案を一蹴した。ラッフルズは日本の商館も他の属領と同じようにイギリス王権に服すべきと迫ったが、ブロムホフはその主張を拒んだ。
ブロムホフとの論争の間にもラッフルズはシャーロット号を再度派遣するべく準備を進めていた。しかし、長崎入港のためにはブロムホフのみが知る秘密合図の方法が必要なため、ラッフルズはオランダ人評議官クランセンにブロムホフを審問させた。イギリス政庁に服しているクランセンは、秘密合図を教えなければブロムホフをフランス国民と同じとみなし、捕虜としてイギリスに送致すると脅したが、ブロムホフは要求を拒否したため1814年7月20日に捕虜としてイギリスへ送られた。

### 第1回の航海の成果
長崎遠征の成果に対して、ワルデナールとエインスリーとでは見解が違った。
エインスリーは、日本の通詞たちが彼らの存在を黙認したことで、イギリス人に対する悪感情を払拭できたと考えた。そして通詞達は長崎奉行にも今回のことを報告したはずだし、贈り物を受け取ったのも幕府がイギリスのことを好意的に受け取めた証だと信じた。そして、貿易を妨害するため陰謀をめぐらす出島商館のオランダ人を排除し、日本と直接交渉することは決して困難ではないとエインスリーは結論づけた。
しかし、実際には通詞達はシャーロット号とメリー号がイギリス船であるという情報を自分たちの中で止めて、長崎奉行やその他の幕府役人へ報告はしていなかった。また幕府は、彼らの贈り物をイギリスからではなく、オランダからのものと思ったから受領したということをエインスリーは知らなかった。

## 1814年

### ラッフルズによる2回目の計画
エインスリーの報告を受けたラッフルズは、貿易計画の成功を信じた。そして、エインスリーと同様に、計画を邪魔するオランダ人の独占機構を打破する必要があると考えた。そのために再度船を派遣して、ドゥーフを退去させ、貿易計画の基礎を築こうとした。
エインスリーの報告は誤解に基づいたものだったが、ラッフルズはそれを基礎に計画を進め、1814年7月に再びシャーロット号をバタヴィアから長崎に向けて出航させた。

### 再度のシャーロット号来航
文化11年6月23日（1814年8月8日）、シャーロット号は再びオランダ船と偽って長崎に来航した。シャーロット号には、新商館長としてカッサが乗船していた。出迎えに行った書記ポヘットと助役ハルトマンには、ブロムホフに授けた秘密合図が行われなかったのは、昨年と同様カッサとフォールマンが乗船しており、その上風波が荒かったからだと告げられた。
ドゥーフは、カッサが新商館長として渡来したこと、ブロムホフがいないことを知り、状況を5人の主要通詞たちに告げて、カッサを上陸させて会見した。カッサはドゥーフにイギリス政府の要請に応じること、商館長の座を自分に明け渡すようにというラッフルズの訓令を伝えたが、ドゥーフはまたも拒否し、前年同様に真相を隠して取引すること、そうでなければ日本当局に全てを報告すると脅して、カッサに自身の要求を通した。そしてドゥーフは荷倉役ホゼマンを立会人として、カッサを新商館長とは認めないこと、船の貨物は前年と同じ標準で取引し日本人に売却するという協約をカッサと結んだ。
協約を結んだ後、通詞たちを呼んだドゥーフは、バタヴィアからの報せによればヨーロッパの動乱は終息したこと、戦争の終局まで自分は日本に留まること、カッサは取引季節の補助として来たのでシャーロット号に乗って帰ることなどを告げた。長崎奉行への報告書には「次期商館長となるべきブロムホフは病気のため日本へ戻れないこと、カッサは日本の事情に精通していないため取引終了の後バタビアに帰還すること、ドゥーフは商館長に留任すること」などが書かれ、8月13日に提出された。
カッサは、通詞の名村多吉郎と本木庄左衛門の2人と組んでドゥーフ排斥に動いた。2人はオランダ本国がフランスに併合され、バタヴィアもイギリスに占領されているという事実を踏まえ、オランダ商館を引き渡すべきと主張した。しかしドゥーフは大通詞の馬場為八郎から、ドゥーフが奉行に提出した願書をカッサが不認可とさせようとしていること、町乙名を通して「カッサは性質が温順であること、ドゥーフは滞在期間が長くなり日本の国情を知りすぎたためバタヴィアに帰すこと、新商館長としてカッサを据えること」を上申したことを聞きだした。ドゥーフは名村と本木を別々に呼び出して尋問した。名村は否定したが本木は狼狽して一語も発することができなかった。
10月30日に奉行所から通知された特別命令により、ドゥーフの留任は余儀ないことなので認めること、新商館長（カッサ）の帰還を認めること、次の貿易船来航時には日本の事情に通じた新商館長を送ってドゥーフと交代させることが告げられた。
その後、5人の主要通詞たちを呼びだしたドゥーフは、名村と本木の行為を難詰し、カッサが翌年に新商館長として渡来する場合は、すべてを奉行所に公表するつもりであると脅した。そして彼らからカッサの再来を許さないという連署状を提出するよう求めた。カッサに協力していた名村と本木も観念して証書に署名した。
こうして前年と同様に何事も無かったように貿易業務を執り行い、シャーロット号は11月16日に長崎から出港した。

## 事件後
1813年に来日したエインスリーは、金銀だけでなく銅や樟脳の輸出が、1790年に出された貿易半減令により厳しく制限されていることを報告した。東インド総督は、日本からの銅が貿易によってアジアに流入すれば、イギリス鉱山の採掘銅と競合し、価格が下落すると判断した。また樟脳も日本からの輸入に頼らずとも中国から入手できると考えられたことから、対日遠征計画の中止を決定した。そして1814年6月11日（文化11年4月23日）、会社の船が日本の島嶼や港湾に入ることを禁止した。
ブロムホフは、1815年のオランダ独立回復に伴い、自由の身となって本国へ帰還する。捕虜の身から解放されたブロムホフは、1815年2月20日に出島の商館長に任命されたが、ナポレオンのエルバ島脱出後の欧州の混乱により赴任は遅れた。ブロムホフは1816年に東インドを訪れた後、1817年に長崎に到着した。ドゥーフと再会したブロムホフは、日本を離れた後に自身に起きたことを語り、国王から彼とドゥーフにオランダ獅子騎士勲章が授与されたことを告げた。
ドゥーフはイギリスの利益のために動いた名村多吉郎と本木庄左衛門を「二人の悪党通詞」「裏切り者」と非難した。そして銅取引にまつわる2人の不正行為を告発して長崎奉行に彼らの解雇を要求したため、本木と名村は1815年に通詞職を解任され、ドゥーフ主導の蘭和辞典『ドゥーフ・ハルマ』編纂事業からも外された。この2人が通詞に復職するのは1819年のことだった。
交易計画を立てたラッフルズは、1826年4月12日付の東インド会社から与えられた裁定書により、日本およびボルネオやバンカに対する自分の方策が会社に高く評価されたと考えている。